# Israel Félix Soto
Israel Felix Soto (Mineral de la Reforma, Hidalgo; 22 de junio de 1981) es un servidor público y abogado mexicano. Inició su participación política en el sector juvenil del instituto político del que formaba parte; Durante su carrera ha desempeñado diversos cargos como secretario técnico del despacho del Presidente Municipal de Pachuca, asesor legislativo de la Cámara de Diputados de la LXII Legislatura, , secretario particular del Senador de la República Omar Fayad Meneses. En 2016 ofició como candidato a diputado local de la LXIII Legislatura por la vía de representación proporcional, y ese mismo año se convirtió en coordinador político de la campaña político electoral del candidato a gobernador, posteriormente coordinador general del equipo de transición en el gobierno de Omar Fayad Meneses, ejerció el cargo de Secretario de Política Pública de Hidalgo hasta junio de 2019, el 18 de octubre de 2020 fue electo como Presidente Municipal de Mineral de la Reforma, 2021 fue electo presidente de la asociación de presidentes municipales del estado de Hidalgo, el mismo año fue nombrado por el sistema ejecutivo nacional de seguridad nacional como representante de los presidentes municipales de Hidalgo en dicha institución, participó en la contienda interna para la postulación de la candidatura a la gobernatura en el año 2021/2022, actualmente desempeña labor altruista mediante la fundación tú y yo creciendo juntos de la cual es el fundador.

## Biografía

### Primeros años y estudios
Israel Félix Soto nació en la ciudad de Mineral de la Reforma, en el estado de Hidalgo, México, el 22 de junio de 1981. En 2001 empezó a cursar una Licenciatura en Derecho en la Universidad Autónoma del Estado de Hidalgo, graduándose en 2005. Paralelamente desempeñó el cargo de asesor legislativo en la Cámara de Diputados de la LXII Legislatura, finalizando su vinculación también en 2005.

## Carrera

#### Década de 2000
En 2006 se convirtió en secretario privado de la Presidencia Municipal de Pachuca, permaneciendo en el cargo hasta 2008, año en que inició funciones como secretario técnico del despacho de la mencionada presidencia. Entre 2009 y 2010, Soto ofició como asesor parlamentario en la LXI Legislatura de la Cámara de Diputados.

#### Década de 2010
Vinculado al Partido Revolucionario Institucional PRI, el 1 de septiembre de 2009, el político hidalguense Omar Fayad Meneses se convirtió en Diputado al Congreso de la Unión por el Distrito 1 de Hidalgo, y Soto fue nombrado su secretario particular, ejerciendo el cargo entre 2010 y 2012. Tras el nombramiento de Fayad Meneses como senador al Congreso de la Unión el 1 de septiembre de 2012, Soto pasó a ocupar el cargo de su asesor parlamentario y secretario particular en la LXII Legislatura hasta el 8 de febrero de 2016.
En 2016, Soto presentó su candidatura a diputado local por el Partido Revolucionario Institucional PRI de la LXIII legislatura mediante la vía de representación proporcional. Ese mismo año se convirtió en el nuevo Secretario de Política Pública de Hidalgo, cargo que desempeñó hasta junio de 2019. Durante su permanencia, el funcionario se encargó de dar atención a los requerimientos ciudadanos mediante audiencias públicas, realizadas en todos los municipios del estado de Hidalgo, y de coordinar el Plan Estatal de Desarrollo presentado por Omar Fayad. Una de las principales cartas de esta administración fue la inversión en tecnología. Según el propio funcionario, su renuncia obedeció a motivos personales. Alejandro Enciso, secretario particular de Soto mientras ocupó el cargo, se convirtió en su sucesor temporal. En julio se anunció que José Luis Romo Cruz sería el nuevo encargado de la secretaría.
Al finalizar su vinculación con la Secretaría de Política Pública de Hidalgo, Soto se convirtió en miembro honorario y uno de los gestores de la fundación "Tú y yo creciendo juntos", una organización sin ánimo de lucro presidida por su esposa, Shadia Martínez Lozada. La fundación se encarga de realizar obras benéficas como atención en salud y educación para infantes, disposición de viviendas y centros de salud para familias de escasos recursos y otras obras de interés general, principalmente en el estado de Hidalgo.

#### Actualidad
El 18 de octubre de 2020, fue elegido Presidente Municipal de Mineral de la Reforma, cargo que desempeña actualmente.